# メキシコ高原
メキシコ高原（メキシコこうげん、スペイン語: Mesa del Centro）は、メキシコ中央北部の大部分を占めている起伏の激しい台地である。標高は平均で1800メートル（6000フィート）で、総じて北から南に向かって高くなっている。メキシコ高原の東には東シエラマドレ山脈が、西には西シエラマドレ山脈がある。